# Anar
Anar es el nombre que utiliza J. R. R. Tolkien, en su mitología de la Tierra Media, para hacer referencia al Sol.

## Características
El sol, conocido también como Anar, Anor, Vása el Corazón de Fuego, La cara amarilla y la Estrella del Día, fue creado por Varda después de la destrucción de los Dos Árboles que en un principio iluminaban la Tierra, y lo hizo utilizando el último fruto que dio Laurelin, el árbol dorado, y poniéndolo sobre una barca construida por Aulë y tripulada por la poderosa Arien.
El sol así creado fue guiado por los cielos por encima de Valinor y más allá del Mar del Oeste, y es por esto que el primer amanecer se vio en el Oeste y no en el Este como ocurre en nuestros días.
La luz que el Sol traía, alimentó de vida a las tierras, que largo tiempo habían permanecido en la oscuridad, desde que Melkor había destruido las Lámparas de los Valar. 
La luz del Sol brindó esperanza a los elfos, quienes luego de su despertar habían vivido solo bajo la luz de las estrellas. Sin embargo, mientras el Sol nacía en el Oeste, los primeros hombres despertaban en el occidente de la Tierra Media, y de esta manera, la nueva luz brillando en el cielo fue la primera imagen que tuvieron del mundo. A partir de este hecho, los Elfos llaman a los Hombres, "Los niños del Sol".
Desde el primer momento, y aún en la Tercera Edad, la luz del Sol tiene gran poder en contra de los seres maléficos y enemigos del bien. Por ejemplo los orcos, se debilitaban en presencia de la luz solar (aunque tiempo después las artes de Sauron y Saruman encontraron la forma de superar esto); esta misma luz tenía la propiedad de convertir a los Trolls en piedra.
Luego del primer amanecer en el Oeste, Varda había decidido que el Sol permanecería constantemente en el cielo, junto a su compañera Ithil. Sin embargo, Varda fue persuadida por Lórien y Estë de no hacerlo para preservar así el sueño y el descanso, y fue ese día cuando el Sol se ocultó por primera vez, para reaparecer por el Este, como lo hace en la actualidad.